# Ângelina Golome
Ângelina Golome, née le 23 mars 1988 à Luanda en Angola est une joueuse angolaise de basket-ball, au poste d'ailier fort. 

## Biographie
Ângelina Golome nait le 23 mars 1988 à Luanda en Angola. Elle participe au Championnat du monde de basket-ball féminin 2014 en Turquie.
De 2007 à 2017, elle joue à l'Interclube.